# (4341) Poseidon
(4341) Poseidon ist ein erdnaher Asteroid des Apollo-Typs, der am 29. Mai 1987 von der amerikanischen Astronomin Carolyn Shoemaker am Palomar-Observatorium entdeckt wurde. Als Erdbahnkreuzer geht von ihm ein gewisses Risiko für einen Einschlag auf der Erde aus.
Der Himmelskörper ist nach Poseidon, dem Meeresgott der griechischen Mythologie, benannt.